# 16984 Veillet
16984 Veillet è un asteroide della fascia principale. Scoperto nel 1999, presenta un'orbita caratterizzata da un semiasse maggiore pari a 2,2025120 UA e da un'eccentricità di 0,0726777, inclinata di 5,74447° rispetto all'eclittica.